# Scachs d'amor
Шахи кохання (валенсійською: Scachs d'amor; повна назва: Твір, названий шахами кохання, написаний доном Франсі де Кастельві, Нарцисом Веньолесом і отцем Фенолларом, — Hobra intitulada scachs d'amor feta per don Francí de Castelvi e Narcis Vinyoles e mossen Fenollar) — поема створена у Валенсії наприкінці XV століття. Співавторами вважаються згадані в назві відомі літератори та громадські діячі тогочасної Валенсії.
|   | a | b | c | d | e | f | g | h |   |
| 8 | d8 білий ферзь · f8 чорний король · h8 чорна тура · c7 чорний пішак · f7 чорний пішак · g7 чорний пішак · h7 чорний пішак · g6 чорний ферзь · d5 біла тура · f4 чорний слон · h3 білий пішак · a2 білий пішак · b2 білий пішак · c2 білий пішак · f2 білий пішак · g2 білий пішак · e1 білий король · h1 біла тура | d8 білий ферзь · f8 чорний король · h8 чорна тура · c7 чорний пішак · f7 чорний пішак · g7 чорний пішак · h7 чорний пішак · g6 чорний ферзь · d5 біла тура · f4 чорний слон · h3 білий пішак · a2 білий пішак · b2 білий пішак · c2 білий пішак · f2 білий пішак · g2 білий пішак · e1 білий король · h1 біла тура | d8 білий ферзь · f8 чорний король · h8 чорна тура · c7 чорний пішак · f7 чорний пішак · g7 чорний пішак · h7 чорний пішак · g6 чорний ферзь · d5 біла тура · f4 чорний слон · h3 білий пішак · a2 білий пішак · b2 білий пішак · c2 білий пішак · f2 білий пішак · g2 білий пішак · e1 білий король · h1 біла тура | d8 білий ферзь · f8 чорний король · h8 чорна тура · c7 чорний пішак · f7 чорний пішак · g7 чорний пішак · h7 чорний пішак · g6 чорний ферзь · d5 біла тура · f4 чорний слон · h3 білий пішак · a2 білий пішак · b2 білий пішак · c2 білий пішак · f2 білий пішак · g2 білий пішак · e1 білий король · h1 біла тура | d8 білий ферзь · f8 чорний король · h8 чорна тура · c7 чорний пішак · f7 чорний пішак · g7 чорний пішак · h7 чорний пішак · g6 чорний ферзь · d5 біла тура · f4 чорний слон · h3 білий пішак · a2 білий пішак · b2 білий пішак · c2 білий пішак · f2 білий пішак · g2 білий пішак · e1 білий король · h1 біла тура | d8 білий ферзь · f8 чорний король · h8 чорна тура · c7 чорний пішак · f7 чорний пішак · g7 чорний пішак · h7 чорний пішак · g6 чорний ферзь · d5 біла тура · f4 чорний слон · h3 білий пішак · a2 білий пішак · b2 білий пішак · c2 білий пішак · f2 білий пішак · g2 білий пішак · e1 білий король · h1 біла тура | d8 білий ферзь · f8 чорний король · h8 чорна тура · c7 чорний пішак · f7 чорний пішак · g7 чорний пішак · h7 чорний пішак · g6 чорний ферзь · d5 біла тура · f4 чорний слон · h3 білий пішак · a2 білий пішак · b2 білий пішак · c2 білий пішак · f2 білий пішак · g2 білий пішак · e1 білий король · h1 біла тура | d8 білий ферзь · f8 чорний король · h8 чорна тура · c7 чорний пішак · f7 чорний пішак · g7 чорний пішак · h7 чорний пішак · g6 чорний ферзь · d5 біла тура · f4 чорний слон · h3 білий пішак · a2 білий пішак · b2 білий пішак · c2 білий пішак · f2 білий пішак · g2 білий пішак · e1 білий король · h1 біла тура | 8 |
| 7 | d8 білий ферзь · f8 чорний король · h8 чорна тура · c7 чорний пішак · f7 чорний пішак · g7 чорний пішак · h7 чорний пішак · g6 чорний ферзь · d5 біла тура · f4 чорний слон · h3 білий пішак · a2 білий пішак · b2 білий пішак · c2 білий пішак · f2 білий пішак · g2 білий пішак · e1 білий король · h1 біла тура | d8 білий ферзь · f8 чорний король · h8 чорна тура · c7 чорний пішак · f7 чорний пішак · g7 чорний пішак · h7 чорний пішак · g6 чорний ферзь · d5 біла тура · f4 чорний слон · h3 білий пішак · a2 білий пішак · b2 білий пішак · c2 білий пішак · f2 білий пішак · g2 білий пішак · e1 білий король · h1 біла тура | d8 білий ферзь · f8 чорний король · h8 чорна тура · c7 чорний пішак · f7 чорний пішак · g7 чорний пішак · h7 чорний пішак · g6 чорний ферзь · d5 біла тура · f4 чорний слон · h3 білий пішак · a2 білий пішак · b2 білий пішак · c2 білий пішак · f2 білий пішак · g2 білий пішак · e1 білий король · h1 біла тура | d8 білий ферзь · f8 чорний король · h8 чорна тура · c7 чорний пішак · f7 чорний пішак · g7 чорний пішак · h7 чорний пішак · g6 чорний ферзь · d5 біла тура · f4 чорний слон · h3 білий пішак · a2 білий пішак · b2 білий пішак · c2 білий пішак · f2 білий пішак · g2 білий пішак · e1 білий король · h1 біла тура | d8 білий ферзь · f8 чорний король · h8 чорна тура · c7 чорний пішак · f7 чорний пішак · g7 чорний пішак · h7 чорний пішак · g6 чорний ферзь · d5 біла тура · f4 чорний слон · h3 білий пішак · a2 білий пішак · b2 білий пішак · c2 білий пішак · f2 білий пішак · g2 білий пішак · e1 білий король · h1 біла тура | d8 білий ферзь · f8 чорний король · h8 чорна тура · c7 чорний пішак · f7 чорний пішак · g7 чорний пішак · h7 чорний пішак · g6 чорний ферзь · d5 біла тура · f4 чорний слон · h3 білий пішак · a2 білий пішак · b2 білий пішак · c2 білий пішак · f2 білий пішак · g2 білий пішак · e1 білий король · h1 біла тура | d8 білий ферзь · f8 чорний король · h8 чорна тура · c7 чорний пішак · f7 чорний пішак · g7 чорний пішак · h7 чорний пішак · g6 чорний ферзь · d5 біла тура · f4 чорний слон · h3 білий пішак · a2 білий пішак · b2 білий пішак · c2 білий пішак · f2 білий пішак · g2 білий пішак · e1 білий король · h1 біла тура | d8 білий ферзь · f8 чорний король · h8 чорна тура · c7 чорний пішак · f7 чорний пішак · g7 чорний пішак · h7 чорний пішак · g6 чорний ферзь · d5 біла тура · f4 чорний слон · h3 білий пішак · a2 білий пішак · b2 білий пішак · c2 білий пішак · f2 білий пішак · g2 білий пішак · e1 білий король · h1 біла тура | 7 |
| 6 | d8 білий ферзь · f8 чорний король · h8 чорна тура · c7 чорний пішак · f7 чорний пішак · g7 чорний пішак · h7 чорний пішак · g6 чорний ферзь · d5 біла тура · f4 чорний слон · h3 білий пішак · a2 білий пішак · b2 білий пішак · c2 білий пішак · f2 білий пішак · g2 білий пішак · e1 білий король · h1 біла тура | d8 білий ферзь · f8 чорний король · h8 чорна тура · c7 чорний пішак · f7 чорний пішак · g7 чорний пішак · h7 чорний пішак · g6 чорний ферзь · d5 біла тура · f4 чорний слон · h3 білий пішак · a2 білий пішак · b2 білий пішак · c2 білий пішак · f2 білий пішак · g2 білий пішак · e1 білий король · h1 біла тура | d8 білий ферзь · f8 чорний король · h8 чорна тура · c7 чорний пішак · f7 чорний пішак · g7 чорний пішак · h7 чорний пішак · g6 чорний ферзь · d5 біла тура · f4 чорний слон · h3 білий пішак · a2 білий пішак · b2 білий пішак · c2 білий пішак · f2 білий пішак · g2 білий пішак · e1 білий король · h1 біла тура | d8 білий ферзь · f8 чорний король · h8 чорна тура · c7 чорний пішак · f7 чорний пішак · g7 чорний пішак · h7 чорний пішак · g6 чорний ферзь · d5 біла тура · f4 чорний слон · h3 білий пішак · a2 білий пішак · b2 білий пішак · c2 білий пішак · f2 білий пішак · g2 білий пішак · e1 білий король · h1 біла тура | d8 білий ферзь · f8 чорний король · h8 чорна тура · c7 чорний пішак · f7 чорний пішак · g7 чорний пішак · h7 чорний пішак · g6 чорний ферзь · d5 біла тура · f4 чорний слон · h3 білий пішак · a2 білий пішак · b2 білий пішак · c2 білий пішак · f2 білий пішак · g2 білий пішак · e1 білий король · h1 біла тура | d8 білий ферзь · f8 чорний король · h8 чорна тура · c7 чорний пішак · f7 чорний пішак · g7 чорний пішак · h7 чорний пішак · g6 чорний ферзь · d5 біла тура · f4 чорний слон · h3 білий пішак · a2 білий пішак · b2 білий пішак · c2 білий пішак · f2 білий пішак · g2 білий пішак · e1 білий король · h1 біла тура | d8 білий ферзь · f8 чорний король · h8 чорна тура · c7 чорний пішак · f7 чорний пішак · g7 чорний пішак · h7 чорний пішак · g6 чорний ферзь · d5 біла тура · f4 чорний слон · h3 білий пішак · a2 білий пішак · b2 білий пішак · c2 білий пішак · f2 білий пішак · g2 білий пішак · e1 білий король · h1 біла тура | d8 білий ферзь · f8 чорний король · h8 чорна тура · c7 чорний пішак · f7 чорний пішак · g7 чорний пішак · h7 чорний пішак · g6 чорний ферзь · d5 біла тура · f4 чорний слон · h3 білий пішак · a2 білий пішак · b2 білий пішак · c2 білий пішак · f2 білий пішак · g2 білий пішак · e1 білий король · h1 біла тура | 6 |
| 5 | d8 білий ферзь · f8 чорний король · h8 чорна тура · c7 чорний пішак · f7 чорний пішак · g7 чорний пішак · h7 чорний пішак · g6 чорний ферзь · d5 біла тура · f4 чорний слон · h3 білий пішак · a2 білий пішак · b2 білий пішак · c2 білий пішак · f2 білий пішак · g2 білий пішак · e1 білий король · h1 біла тура | d8 білий ферзь · f8 чорний король · h8 чорна тура · c7 чорний пішак · f7 чорний пішак · g7 чорний пішак · h7 чорний пішак · g6 чорний ферзь · d5 біла тура · f4 чорний слон · h3 білий пішак · a2 білий пішак · b2 білий пішак · c2 білий пішак · f2 білий пішак · g2 білий пішак · e1 білий король · h1 біла тура | d8 білий ферзь · f8 чорний король · h8 чорна тура · c7 чорний пішак · f7 чорний пішак · g7 чорний пішак · h7 чорний пішак · g6 чорний ферзь · d5 біла тура · f4 чорний слон · h3 білий пішак · a2 білий пішак · b2 білий пішак · c2 білий пішак · f2 білий пішак · g2 білий пішак · e1 білий король · h1 біла тура | d8 білий ферзь · f8 чорний король · h8 чорна тура · c7 чорний пішак · f7 чорний пішак · g7 чорний пішак · h7 чорний пішак · g6 чорний ферзь · d5 біла тура · f4 чорний слон · h3 білий пішак · a2 білий пішак · b2 білий пішак · c2 білий пішак · f2 білий пішак · g2 білий пішак · e1 білий король · h1 біла тура | d8 білий ферзь · f8 чорний король · h8 чорна тура · c7 чорний пішак · f7 чорний пішак · g7 чорний пішак · h7 чорний пішак · g6 чорний ферзь · d5 біла тура · f4 чорний слон · h3 білий пішак · a2 білий пішак · b2 білий пішак · c2 білий пішак · f2 білий пішак · g2 білий пішак · e1 білий король · h1 біла тура | d8 білий ферзь · f8 чорний король · h8 чорна тура · c7 чорний пішак · f7 чорний пішак · g7 чорний пішак · h7 чорний пішак · g6 чорний ферзь · d5 біла тура · f4 чорний слон · h3 білий пішак · a2 білий пішак · b2 білий пішак · c2 білий пішак · f2 білий пішак · g2 білий пішак · e1 білий король · h1 біла тура | d8 білий ферзь · f8 чорний король · h8 чорна тура · c7 чорний пішак · f7 чорний пішак · g7 чорний пішак · h7 чорний пішак · g6 чорний ферзь · d5 біла тура · f4 чорний слон · h3 білий пішак · a2 білий пішак · b2 білий пішак · c2 білий пішак · f2 білий пішак · g2 білий пішак · e1 білий король · h1 біла тура | d8 білий ферзь · f8 чорний король · h8 чорна тура · c7 чорний пішак · f7 чорний пішак · g7 чорний пішак · h7 чорний пішак · g6 чорний ферзь · d5 біла тура · f4 чорний слон · h3 білий пішак · a2 білий пішак · b2 білий пішак · c2 білий пішак · f2 білий пішак · g2 білий пішак · e1 білий король · h1 біла тура | 5 |
| 4 | d8 білий ферзь · f8 чорний король · h8 чорна тура · c7 чорний пішак · f7 чорний пішак · g7 чорний пішак · h7 чорний пішак · g6 чорний ферзь · d5 біла тура · f4 чорний слон · h3 білий пішак · a2 білий пішак · b2 білий пішак · c2 білий пішак · f2 білий пішак · g2 білий пішак · e1 білий король · h1 біла тура | d8 білий ферзь · f8 чорний король · h8 чорна тура · c7 чорний пішак · f7 чорний пішак · g7 чорний пішак · h7 чорний пішак · g6 чорний ферзь · d5 біла тура · f4 чорний слон · h3 білий пішак · a2 білий пішак · b2 білий пішак · c2 білий пішак · f2 білий пішак · g2 білий пішак · e1 білий король · h1 біла тура | d8 білий ферзь · f8 чорний король · h8 чорна тура · c7 чорний пішак · f7 чорний пішак · g7 чорний пішак · h7 чорний пішак · g6 чорний ферзь · d5 біла тура · f4 чорний слон · h3 білий пішак · a2 білий пішак · b2 білий пішак · c2 білий пішак · f2 білий пішак · g2 білий пішак · e1 білий король · h1 біла тура | d8 білий ферзь · f8 чорний король · h8 чорна тура · c7 чорний пішак · f7 чорний пішак · g7 чорний пішак · h7 чорний пішак · g6 чорний ферзь · d5 біла тура · f4 чорний слон · h3 білий пішак · a2 білий пішак · b2 білий пішак · c2 білий пішак · f2 білий пішак · g2 білий пішак · e1 білий король · h1 біла тура | d8 білий ферзь · f8 чорний король · h8 чорна тура · c7 чорний пішак · f7 чорний пішак · g7 чорний пішак · h7 чорний пішак · g6 чорний ферзь · d5 біла тура · f4 чорний слон · h3 білий пішак · a2 білий пішак · b2 білий пішак · c2 білий пішак · f2 білий пішак · g2 білий пішак · e1 білий король · h1 біла тура | d8 білий ферзь · f8 чорний король · h8 чорна тура · c7 чорний пішак · f7 чорний пішак · g7 чорний пішак · h7 чорний пішак · g6 чорний ферзь · d5 біла тура · f4 чорний слон · h3 білий пішак · a2 білий пішак · b2 білий пішак · c2 білий пішак · f2 білий пішак · g2 білий пішак · e1 білий король · h1 біла тура | d8 білий ферзь · f8 чорний король · h8 чорна тура · c7 чорний пішак · f7 чорний пішак · g7 чорний пішак · h7 чорний пішак · g6 чорний ферзь · d5 біла тура · f4 чорний слон · h3 білий пішак · a2 білий пішак · b2 білий пішак · c2 білий пішак · f2 білий пішак · g2 білий пішак · e1 білий король · h1 біла тура | d8 білий ферзь · f8 чорний король · h8 чорна тура · c7 чорний пішак · f7 чорний пішак · g7 чорний пішак · h7 чорний пішак · g6 чорний ферзь · d5 біла тура · f4 чорний слон · h3 білий пішак · a2 білий пішак · b2 білий пішак · c2 білий пішак · f2 білий пішак · g2 білий пішак · e1 білий король · h1 біла тура | 4 |
| 3 | d8 білий ферзь · f8 чорний король · h8 чорна тура · c7 чорний пішак · f7 чорний пішак · g7 чорний пішак · h7 чорний пішак · g6 чорний ферзь · d5 біла тура · f4 чорний слон · h3 білий пішак · a2 білий пішак · b2 білий пішак · c2 білий пішак · f2 білий пішак · g2 білий пішак · e1 білий король · h1 біла тура | d8 білий ферзь · f8 чорний король · h8 чорна тура · c7 чорний пішак · f7 чорний пішак · g7 чорний пішак · h7 чорний пішак · g6 чорний ферзь · d5 біла тура · f4 чорний слон · h3 білий пішак · a2 білий пішак · b2 білий пішак · c2 білий пішак · f2 білий пішак · g2 білий пішак · e1 білий король · h1 біла тура | d8 білий ферзь · f8 чорний король · h8 чорна тура · c7 чорний пішак · f7 чорний пішак · g7 чорний пішак · h7 чорний пішак · g6 чорний ферзь · d5 біла тура · f4 чорний слон · h3 білий пішак · a2 білий пішак · b2 білий пішак · c2 білий пішак · f2 білий пішак · g2 білий пішак · e1 білий король · h1 біла тура | d8 білий ферзь · f8 чорний король · h8 чорна тура · c7 чорний пішак · f7 чорний пішак · g7 чорний пішак · h7 чорний пішак · g6 чорний ферзь · d5 біла тура · f4 чорний слон · h3 білий пішак · a2 білий пішак · b2 білий пішак · c2 білий пішак · f2 білий пішак · g2 білий пішак · e1 білий король · h1 біла тура | d8 білий ферзь · f8 чорний король · h8 чорна тура · c7 чорний пішак · f7 чорний пішак · g7 чорний пішак · h7 чорний пішак · g6 чорний ферзь · d5 біла тура · f4 чорний слон · h3 білий пішак · a2 білий пішак · b2 білий пішак · c2 білий пішак · f2 білий пішак · g2 білий пішак · e1 білий король · h1 біла тура | d8 білий ферзь · f8 чорний король · h8 чорна тура · c7 чорний пішак · f7 чорний пішак · g7 чорний пішак · h7 чорний пішак · g6 чорний ферзь · d5 біла тура · f4 чорний слон · h3 білий пішак · a2 білий пішак · b2 білий пішак · c2 білий пішак · f2 білий пішак · g2 білий пішак · e1 білий король · h1 біла тура | d8 білий ферзь · f8 чорний король · h8 чорна тура · c7 чорний пішак · f7 чорний пішак · g7 чорний пішак · h7 чорний пішак · g6 чорний ферзь · d5 біла тура · f4 чорний слон · h3 білий пішак · a2 білий пішак · b2 білий пішак · c2 білий пішак · f2 білий пішак · g2 білий пішак · e1 білий король · h1 біла тура | d8 білий ферзь · f8 чорний король · h8 чорна тура · c7 чорний пішак · f7 чорний пішак · g7 чорний пішак · h7 чорний пішак · g6 чорний ферзь · d5 біла тура · f4 чорний слон · h3 білий пішак · a2 білий пішак · b2 білий пішак · c2 білий пішак · f2 білий пішак · g2 білий пішак · e1 білий король · h1 біла тура | 3 |
| 2 | d8 білий ферзь · f8 чорний король · h8 чорна тура · c7 чорний пішак · f7 чорний пішак · g7 чорний пішак · h7 чорний пішак · g6 чорний ферзь · d5 біла тура · f4 чорний слон · h3 білий пішак · a2 білий пішак · b2 білий пішак · c2 білий пішак · f2 білий пішак · g2 білий пішак · e1 білий король · h1 біла тура | d8 білий ферзь · f8 чорний король · h8 чорна тура · c7 чорний пішак · f7 чорний пішак · g7 чорний пішак · h7 чорний пішак · g6 чорний ферзь · d5 біла тура · f4 чорний слон · h3 білий пішак · a2 білий пішак · b2 білий пішак · c2 білий пішак · f2 білий пішак · g2 білий пішак · e1 білий король · h1 біла тура | d8 білий ферзь · f8 чорний король · h8 чорна тура · c7 чорний пішак · f7 чорний пішак · g7 чорний пішак · h7 чорний пішак · g6 чорний ферзь · d5 біла тура · f4 чорний слон · h3 білий пішак · a2 білий пішак · b2 білий пішак · c2 білий пішак · f2 білий пішак · g2 білий пішак · e1 білий король · h1 біла тура | d8 білий ферзь · f8 чорний король · h8 чорна тура · c7 чорний пішак · f7 чорний пішак · g7 чорний пішак · h7 чорний пішак · g6 чорний ферзь · d5 біла тура · f4 чорний слон · h3 білий пішак · a2 білий пішак · b2 білий пішак · c2 білий пішак · f2 білий пішак · g2 білий пішак · e1 білий король · h1 біла тура | d8 білий ферзь · f8 чорний король · h8 чорна тура · c7 чорний пішак · f7 чорний пішак · g7 чорний пішак · h7 чорний пішак · g6 чорний ферзь · d5 біла тура · f4 чорний слон · h3 білий пішак · a2 білий пішак · b2 білий пішак · c2 білий пішак · f2 білий пішак · g2 білий пішак · e1 білий король · h1 біла тура | d8 білий ферзь · f8 чорний король · h8 чорна тура · c7 чорний пішак · f7 чорний пішак · g7 чорний пішак · h7 чорний пішак · g6 чорний ферзь · d5 біла тура · f4 чорний слон · h3 білий пішак · a2 білий пішак · b2 білий пішак · c2 білий пішак · f2 білий пішак · g2 білий пішак · e1 білий король · h1 біла тура | d8 білий ферзь · f8 чорний король · h8 чорна тура · c7 чорний пішак · f7 чорний пішак · g7 чорний пішак · h7 чорний пішак · g6 чорний ферзь · d5 біла тура · f4 чорний слон · h3 білий пішак · a2 білий пішак · b2 білий пішак · c2 білий пішак · f2 білий пішак · g2 білий пішак · e1 білий король · h1 біла тура | d8 білий ферзь · f8 чорний король · h8 чорна тура · c7 чорний пішак · f7 чорний пішак · g7 чорний пішак · h7 чорний пішак · g6 чорний ферзь · d5 біла тура · f4 чорний слон · h3 білий пішак · a2 білий пішак · b2 білий пішак · c2 білий пішак · f2 білий пішак · g2 білий пішак · e1 білий король · h1 біла тура | 2 |
| 1 | d8 білий ферзь · f8 чорний король · h8 чорна тура · c7 чорний пішак · f7 чорний пішак · g7 чорний пішак · h7 чорний пішак · g6 чорний ферзь · d5 біла тура · f4 чорний слон · h3 білий пішак · a2 білий пішак · b2 білий пішак · c2 білий пішак · f2 білий пішак · g2 білий пішак · e1 білий король · h1 біла тура | d8 білий ферзь · f8 чорний король · h8 чорна тура · c7 чорний пішак · f7 чорний пішак · g7 чорний пішак · h7 чорний пішак · g6 чорний ферзь · d5 біла тура · f4 чорний слон · h3 білий пішак · a2 білий пішак · b2 білий пішак · c2 білий пішак · f2 білий пішак · g2 білий пішак · e1 білий король · h1 біла тура | d8 білий ферзь · f8 чорний король · h8 чорна тура · c7 чорний пішак · f7 чорний пішак · g7 чорний пішак · h7 чорний пішак · g6 чорний ферзь · d5 біла тура · f4 чорний слон · h3 білий пішак · a2 білий пішак · b2 білий пішак · c2 білий пішак · f2 білий пішак · g2 білий пішак · e1 білий король · h1 біла тура | d8 білий ферзь · f8 чорний король · h8 чорна тура · c7 чорний пішак · f7 чорний пішак · g7 чорний пішак · h7 чорний пішак · g6 чорний ферзь · d5 біла тура · f4 чорний слон · h3 білий пішак · a2 білий пішак · b2 білий пішак · c2 білий пішак · f2 білий пішак · g2 білий пішак · e1 білий король · h1 біла тура | d8 білий ферзь · f8 чорний король · h8 чорна тура · c7 чорний пішак · f7 чорний пішак · g7 чорний пішак · h7 чорний пішак · g6 чорний ферзь · d5 біла тура · f4 чорний слон · h3 білий пішак · a2 білий пішак · b2 білий пішак · c2 білий пішак · f2 білий пішак · g2 білий пішак · e1 білий король · h1 біла тура | d8 білий ферзь · f8 чорний король · h8 чорна тура · c7 чорний пішак · f7 чорний пішак · g7 чорний пішак · h7 чорний пішак · g6 чорний ферзь · d5 біла тура · f4 чорний слон · h3 білий пішак · a2 білий пішак · b2 білий пішак · c2 білий пішак · f2 білий пішак · g2 білий пішак · e1 білий король · h1 біла тура | d8 білий ферзь · f8 чорний король · h8 чорна тура · c7 чорний пішак · f7 чорний пішак · g7 чорний пішак · h7 чорний пішак · g6 чорний ферзь · d5 біла тура · f4 чорний слон · h3 білий пішак · a2 білий пішак · b2 білий пішак · c2 білий пішак · f2 білий пішак · g2 білий пішак · e1 білий король · h1 біла тура | d8 білий ферзь · f8 чорний король · h8 чорна тура · c7 чорний пішак · f7 чорний пішак · g7 чорний пішак · h7 чорний пішак · g6 чорний ферзь · d5 біла тура · f4 чорний слон · h3 білий пішак · a2 білий пішак · b2 білий пішак · c2 білий пішак · f2 білий пішак · g2 білий пішак · e1 білий король · h1 біла тура | 1 |
|   | a | b | c | d | e | f | g | h |   |

Поема являє собою запис шахової партії та водночас алегоричний диспут про кохання між Венерою і Марсом. Франсі де Кастельві грає червоними фігурами (білі в сучасних шахах), представляє сторону Марса (Març) і кохання (Amor), Нарцис де Веньолес грає зеленими (чорні), представляє сторону Венери (Venus) і Божу Славу (Gloria). Арбітром та коментатором виступає Бернат Феноллар, Меркурій (Marcuri).
Запис шахової партії використаний у поемі як алегорія кохання. Структурно поема складається з шістдесяти чотирьох стансів (що відповідає кількості клітинок на шахівниці), по дев'ять рядків. Станси згруповані групи по три строфи: перша описує хід білих, друга — відповідь чорних, а третя містить коментар щодо ходу гри або тлумачення правил. Перша група стансів є вступом і остання строфа констатує шах і мат.
Манускрипт із записом поеми був знайдений у 1905 році, але втрачений під час Громадянської війни в Іспанії. Загальноприйнятим є твердження, що поема являє собою перший запис шахової партії з сучасними правилами. Шахісти застосували в партії скандинавський захист.